# 南澳州裁判司署

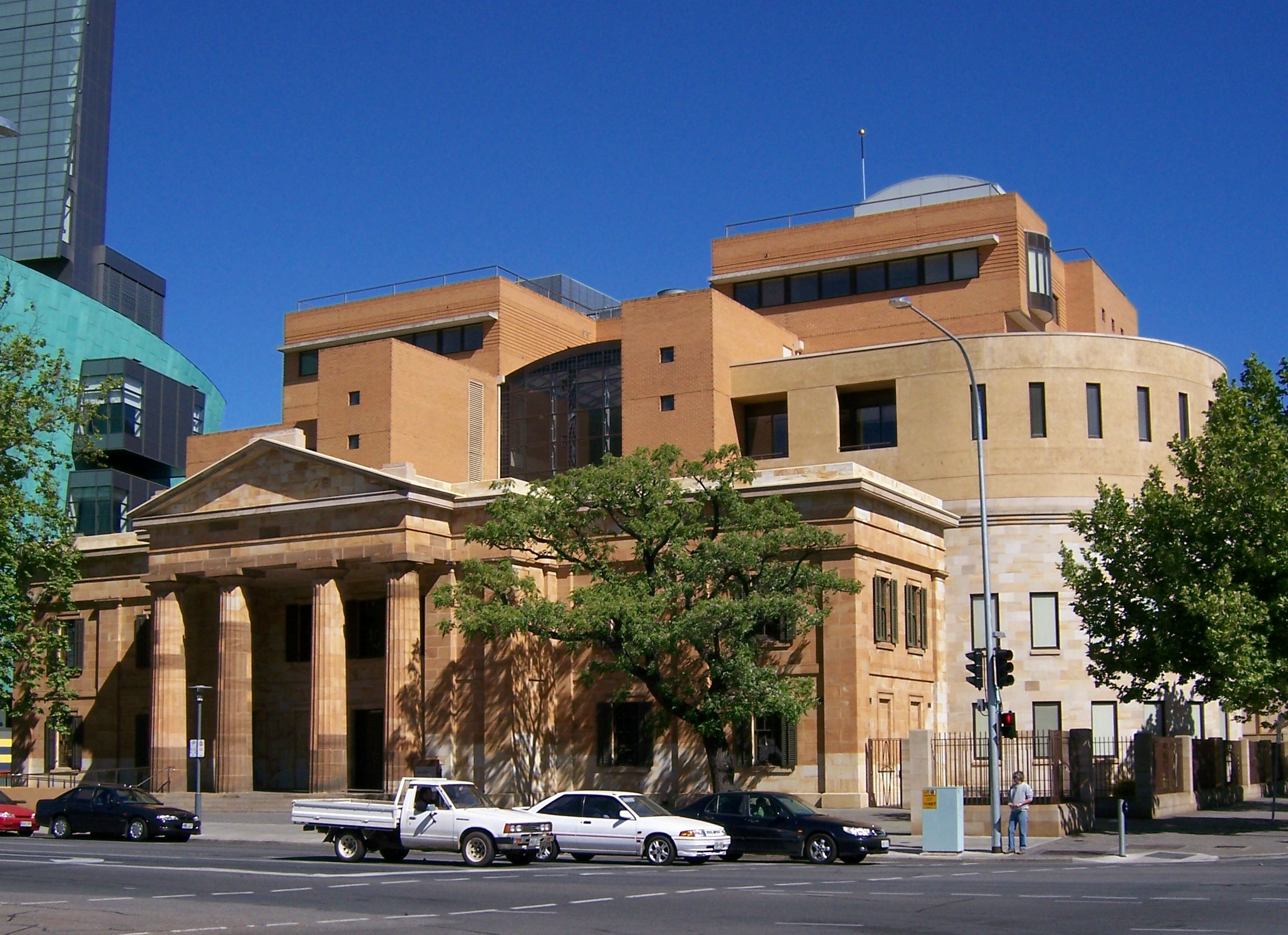
阿德萊德裁判司署外觀

南澳州裁判司署（英語：Magistrates Court of South Australia）是南澳州的裁判司署，即最低級的刑事法院。
南澳州裁判司署主要負責聆訊的控罪包括刑事罪行及民事訴訟。大部份處理簡易治罪，可判罰款、最高兩年監禁、社會服務令。在民事訴訟方面，可判最高賠償額為十萬澳元。如果民事訴訟雙方沒有律師，索償額不得高於兩萬五千澳元。
首席裁判司是裁判司署之首長。包括首席裁判司在內，全州共有36名裁判司。南澳州設有多座裁判司署，大都會區包括阿德萊德（Adelaide）、吉士海灘（Christies Beach）、伊利沙伯（Elizabeth）、荷登山（Holden Hill）、白加山（Mount Barker）、阿德萊德港（Port Adelaide）。

## 現任裁判司
根據裁判司署網站公佈之裁判司名單

### 首席裁判司
- 何寶美（Mary-Louise Hribal）[2]

### 副首席裁判司
- 簡能安（Andrew Cannon）

### 區域裁判司
- 戴臣柏（Brett Dixon）：阿德萊德裁判司署（刑事）
- 蒙樂生（Simon Milazzo）：阿德萊德裁判司署（民事）
- 佘珮怡（Elizabeth Sheppard）：吉士海灘裁判司署
- 麥樂偉（David McLeod）：伊利莎伯裁判司署
- 文諾琦（Stephen Metanomski）：貝里裁判司署
- 賈兆豪（Alfio Grasso）：阿德萊德港裁判司署
- 紀政輝（Clive Kitchin）：奥古斯塔港
- 安德珊（Teresa Anderson）：甘比爾山裁判司署

### 受薪裁判司
- 魏信志（Nicholas Alexandrides）
- 安德珊（Teresa Anderson）
- 潘樂保（Paul Bennett）
- 龐歷斐（Phillip Broderick）
- 陳永輝（Yoong Fee Chin）
- 戴偉陸（Luke Davis）
- 歐芷萍（Penelope Eldridge）
- 馮曦忠（John Fahey）
- 范世聰（Gregory Fisher）
- 方利保（Paul Foley）
- 甘寶（Gary Gumpl）
- 高詩樂（Koula Kossiavelos）
- 李桃薇（Melanie Little）
- 馬姬莉（Lydia Makiv）
- 麥樂偉（David McLeod）
- 麥嘉菲（Jayanthi McGRATH）
- 文諾琦（Stephen Metanomski）
- 梅來劍（Kym Millard）
- 毛禮昇（William Morris）
- 柯江娜（Susan O'Connor）
- 彭彩婷（Maria Panagiotdis）
- 孫曼禎（Jane Schammer）
- 佘珮怡（Elizabeth Sheppard）
- 司馬民（Simon Smart）
- 曾詩頌（Joanne Tracey）
- 華圖泰（David Whittle）

## 已退休裁判司
- 安南威（William John Ackland）
- 鮑甸奴（Joseph Marcus Baldino）
- 卜守劍（Kym Boxall）
- 布朗來（Richard Dutton Brown）
- 安呈錦（Kevin Phillip Edgecomb）
- 方輝席（Frederick Robert Field）
- 夏來士（Grantley Bruce Harris）
- 夏詩璐（Ruth Frances Hayes）
- 游漢生（Clynton Allan Johansen）
- 麥健怡（Rosanne Helen McInnes）
- 施諾保（Peter Barry Snopek）
- 衞信伯（Peter Yelverton Wilson）

## 外部連結
- 裁判司署網站（页面存档备份，存于）
- 南澳大洲裁判司署司法人員（页面存档备份，存于）